# فور اس رنچ (کالیفرنیا)
فور اس رنچ (به انگلیسی: 4S Ranch) یک منطقهٔ مسکونی در ایالات متحده آمریکا است که در شهرستان سن دیگو، کالیفرنیا واقع شده‌است.